# Nuoto ai Giochi della XXXII Olimpiade - Staffetta 4x200 metri stile libero maschile
La gara di nuoto della staffetta 4x200 metri stile libero maschile dei Giochi della XXXII Olimpiade di Tokyo è stata disputata il 27 e 28 luglio 2021 presso il Tokyo Aquatics Centre. Vi hanno preso parte 16 squadre nazionali.
La competizione è stata vinta dalla squadra britannica, formata da Thomas Dean, James Guy, Matthew Richards e Duncan Scott, mentre l'argento e il bronzo sono andati rispettivamente alla squadra del ROC, formata da Martin Maljutin, Ivan Girev, Evgenij Rylov e Michail Dovgaljuk, e a quella australiana, formata da Alexander Graham, Kyle Chalmers, Zac Incerti e Thomas Neill.

## Record
Prima della competizione il record del mondo e il record olimpico erano i seguenti:
| Record mondiale | 6'58"55 | Stati Uniti Michael Phelps (1'44"49) Ricky Berens (1'44"13) David Walters (1'45"47) Ryan Lochte (1'44"46)    | 31 luglio 2009 Roma, Italia  |
| Record olimpico | 6'58"56 | Stati Uniti Michael Phelps (1'43"31) Ryan Lochte (1'44"28) Ricky Berens (1'46"29) Peter Vanderkaay (1'44"68) | 13 agosto 2008 Pechino, Cina |

Nel corso della competizione non sono stati migliorati.

## Programma
| Data           | Ora (UTC+9) | Turno    |
| -------------- | ----------- | -------- |
| 27 luglio 2021 | 19:58       | Batterie |
| 28 luglio 2021 | 12:26       | Finale   |

## Risultati

### Batterie
| Pos. | Batteria | Corsia | Nazione       | Atleti | Tempo   | Note             |
| ---- | -------- | ------ | ------------- | --- | ------- | ---------------- |
| 1    | 2        | 3      | Gran Bretagna | Matthew Richards (1'46"35) James Guy (1'41”66) Calum Jarvis (1'45"53) Thomas Dean (1'46"71)                    | 7'03"25 | Q                |
| 2    | 2        | 4      | Australia     | Alexander Graham (1'45"72) Mack Horton (1'47"51) Elijah Winnington (1'46"19) Zac Incerti (1'45"58)             | 7'05"00 | Q                |
| 3    | 1        | 5      | Italia        | Stefano Di Cola (1'47"00) Matteo Ciampi (1'45"64) Marco De Tullio (1'46"78) Filippo Megli (1'45"63)            | 7'05"05 | Q                |
| 4    | 1        | 4      | ROC           | Michail Dovgaljuk (1'46"56) Aleksandr Krasnych (1'46"78) Ivan Girev (1'45"71) Michail Vekoviščev (1'46"11)     | 7'05"16 | Q                |
| 5    | 2        | 5      | Stati Uniti   | Drew Kibler (1'46"12) Andrew Seliskar (1'46"17) Patrick Callan (1'47"12) Blake Pieroni (1'46"21)               | 7'05"62 | Q                |
| 6    | 1        | 7      | Svizzera      | Antonio Djakovic (1'46"41) Nils Liess (1'47"23) Noè Ponti (1'47"11) Roman Mityukov (1'45"84)                   | 7'06"59 | Q,               |
| 7    | 2        | 2      | Germania      | Lukas Märtens (1'47"27) Poul Zellmann (1'45"80) Henning Mühlleitner (1'48"11) Jacob Heidtmann (1'45"58)        | 7'06"76 | Q                |
| 8    | 2        | 6      | Brasile       | Luiz Altamir Melo (1'48"01) Fernando Scheffer (1'46"09) Murilo Sartori (1'46"76) Breno Correia (1'46"87)       | 7'07"73 | Q                |
| 9    | 1        | 3      | Cina          | Ji Xinjie (1'47"14) Hong Jinquan (1'48"17) Zhang Ziyang (1'46"89) Wang Shun (1'46"07)                          | 7'08"27 |                  |
| 10   | 1        | 1      | Israele       | Denis Loktev (1'46"64) Daniel Namir (1'47"41) Tomer Frankel (1'48"19) Gal Cohen Groumi (1'46"41)               | 7'08"65 | Record nazionale |
| 11   | 1        | 6      | Francia       | Jordan Pothain (1'47"30) Hadrien Salvan (1'48"09) Enzo Tesic (1'46"84) Jonathan Atsu (1'46"65)                 | 7'08"88 |                  |
| 12   | 2        | 7      | Giappone      | Konosuke Yanagimoto (1'48"50) Katsuhiro Matsumoto (1'45"35) Kōsuke Hagino (1'47"90) Kotaro Takahashi (1'47"78) | 7'09"53 |                  |
| 13   | 2        | 1      | Corea del Sud | Lee Yoo-yeon (1'49"55) Hwang Sun-woo (1'48"88) Kim Woo-min (1'49"24) Lee Ho-joon (1'47"36)                     | 7'15"03 |                  |
| 14   | 2        | 8      | Irlanda       | Jack McMillan (1'46"66) Finn McGeever (1'48"46) Brendan Hyland (1'51"28) Shane Ryan (1'49"08)                  | 7'15"48 |                  |
| 15   | 1        | 8      | Polonia       | Kacper Majchrzak (1'49"32) Jakub Kraska (1'47"94) Kamil Sieradzki (1'50"44) Radosław Kawęcki (1'51"21)         | 7'18"91 |                  |
| -    | 1        | 2      | Ungheria      | Balázs Holló (1'47"41) Gabor Zombori (1'47"27) Dominik Kozma Richárd Márton                                    | -       | DSQ              |

### Finale
| Pos.    | Corsia | Nazione       | Atleti                                                                                                   | Tempo   | Note             |
| ------- | ------ | ------------- | --- | ------- | ---------------- |
| Oro     | 4      | Gran Bretagna | Thomas Dean (1'45"72) James Guy (1'44"40) Matthew Richards (1'45"01) Duncan Scott (1'43"45)              | 6'58"58 | Record europeo   |
| Argento | 6      | ROC           | Martin Maljutin (1'45"69) Ivan Girev (1'45"63) Evgenij Rylov (1'45"26) Michail Dovgaljuk (1'45"23)       | 7'01"81 |                  |
| Bronzo  | 6      | Australia     | Alexander Graham (1'46"00) Kyle Chalmers (1'45"35) Zac Incerti (1'45"75) Thomas Neill (1'44"74)          | 7'01"84 |                  |
| 4       | 2      | Stati Uniti   | Kieran Smith (1'44"74) Drew Kibler (1'45"51) Zachary Apple (1'47"31) Townley Haas (1'44"87)              | 7'02"43 |                  |
| 5       | 5      | Italia        | Stefano Ballo (1'45"77) Matteo Ciampi (1'45"88) Filippo Megli (1'45"33) Stefano Di Cola (1'46"26)        | 7'03"24 |                  |
| 6       | 7      | Svizzera      | Antonio Djakovic (1'45"77) Nils Liess (1'47"74) Noè Ponti (1'46"93) Roman Mityukov (1'45"68)             | 7'06"12 | Record nazionale |
| 7       | 1      | Germania      | Lukas Märtens (1'46"68) Poul Zellmann (1'46"30) Henning Mühlleitner (1'48"04) Jacob Heidtmann (1'45"49)  | 7'06"51 |                  |
| 8       | 8      | Brasile       | Fernando Scheffer (1'45"93) Murilo Sartori (1'46"09) Breno Correia (1'48"11) Luiz Altamir Melo (1'48"09) | 7'08"22 |                  |